# Die grüne Minna
Die grüne Minna (Originaltitel: Two-Way-Stretch) ist eine 1959 entstandene, britische Kriminal-, Ausbrecher- und Diamantenraubkomödie mit Peter Sellers in einer seiner frühen Hauptrollen. Regie führte Robert Day.

## Handlung
Dodger Lane, Jelly Knight und Lennie „the Dip“ Price sitzen im Rockhampton-Gefängnis ein und stehen kurz vor dem Ende ihrer Haftzeit. Ein Vikar sucht bereits das Gespräch mit diesen Männern, um zu erörtern, welche Jobs für sie in Frage kommen, wenn sie wieder in Freiheit sind. In Wirklichkeit ist der „Vikar“ aber ein weiterer Gauner und Kumpel der drei Knastvögel. Er heißt „Soapy“ Stevens, und er möchte Dodger, Jelly und Lennie dazu überreden, an einem „ganz großen Ding“ teilzunehmen. Sein Plan ist es, einen schwer bewaffneten Militärtransport, der Diamanten eines indischen Maharadschas befördert, auszurauben. Der geniale Kniff ist: Niemand wird je auf die drei schweren Jungs als Täter kommen, denn sie werden das perfekte Alibi besitzen: Lane, Knight und Price wollen nämlich unbemerkt ausbrechen, den Raub begehen und sich ebenso unbemerkt in das Gefängnis zurückschmuggeln.
Gesagt – getan. Mit Hilfe von Ethel, der Freundin Dodgers, und Mutter Price gelingt es ihnen, mit einem Lieferwagen aus dem Gefängnis zu türmen. Beinahe wäre die heikle Aktion durch den neuen und strengen Chef der Gefängniswachen Mr. Crout, wegen seines miesepetrigen Gesichtsausdruck von den Knastis meist spöttisch „Sauerkraut“ genannt, vereitelt worden. Der Mann ersetzt nämlich den alten Jenkins, einen seinen Job sehr entspannt handhabenden und den Gefangenen allerlei Vergünstigungen gewährenden „Kumpeltyp“, der von den Gefangenen gemocht wird und der ausgerechnet jetzt pensioniert wird. Doch der Coup, der dank seiner gewitzten Planung präzise abläuft wie ein Schweizer Uhrwerk, gelingt, und alle drei Juwelenräuber können ebenso unbemerkt in das Gefängnis zurückkehren, wie sie Stunden zuvor ausgebrochen sind.
Am Tage ihrer offiziellen Entlassung gelingt es den dreien sogar, ihre Beute unbemerkt mitzunehmen. Durch einen dummen Zufall geht der Sack mit den Diamanten während einer Zugfahrt jedoch verloren. Stevens wird als einer der Raub-Beteiligten wiedererkannt, die drei nunmehrigen Ex-Knackis Dodger Lane, Jelly Knight und Lennie „the Dip“ Price bleiben unerkannt und müssen nie wieder die grüne Minna (ein Gefangenentransportauto der Polizei) besteigen. Allerdings müssen sie ihr neues Leben nun – wie gewonnen, so zerronnen – ohne den kriminell erbeuteten Reichtum beginnen.

## Produktionsnotizen
Die grüne Minna wurde am 26. Januar 1960 uraufgeführt. Die deutsche Erstaufführung erfolgte am 20. Dezember 1960, die deutsche Fernseherstausstrahlung am 16. Mai 1966 im ZDF.
John Box und John Graysmark zeichneten für die Filmbauten verantwortlich.

## Kritik
„Die Regie Robert Days ist lebhaft, im Sinne einer zivilisierten Farce, und die schauspielerischen Leistungen sind köstlich, bis zu den Textzeilen. Mr. Sellers spielt trocken und überlegen als vertrauensvoller Cockney-Gauner, und David Lodge und Bernard Cribbins sind komisch als seine Kumpels. Wilfrid Hyde-White ist aalglatt und immer lächelnd als der "Vikar", der die Pläne vorstellt, und Irene Handl ist entschlossen und mürrisch als die zahnlückenbehaftete Mutter eines der jungen Knastis. Liz Fraser ist wohl proportioniert wie dümmlich als Mr. Sellers' ungeduldiges Gaunerliebchen, Maurice Denham ist aufgeplustert als Gouverneur und Lionel Jeffries ist bösartig und ungestüm als Wachmann namens Kraut. (…) Mr. Sellers ist noch immer im Aufstieg begriffen.“

„Kurzweilige Kriminalkomödie mit dem englischen Komiker Peter Sellers.“

„Fans von Peter Sellers nennen dieses britische Wagnis … als einer seiner besten Arbeiten, die er gemacht hat. (…) Die Geschichte … wurde wunderbar entwickelt.“

„Verschrobener Schabernack von Sellers und anderen.“

„Amüsante Komödie mit guten Auftritten und Situationen.“